# Малиновка (Холстовский сельсовет)
Малиновка (бел. Малінаўка) — упразднённый населённый пункт, бывшая деревня в составе Холстовского сельсовета Быховского района Могилёвской области Республики Беларусь.

## Население
- 2010 год — 0 человек